# Liste der Kreisstraßen in Bayreuth
Die Liste der Kreisstraßen im Bayreuth ist eine Auflistung der Kreisstraßen in der bayerischen Stadt Bayreuth mit deren Verlauf. 

## Abkürzungen
- BT: Kreisstraße im Landkreis Bayreuth
- BTs: Kreisstraße in der kreisfreien Stadt Bayreuth

## Liste
Nicht vorhandene bzw. nicht nachgewiesene Kreisstraßen werden in Kursivdruck gekennzeichnet, ebenso Straßen und Straßenabschnitte, die unabhängig vom Grund (Herabstufung zu einer Gemeindestraße oder Höherstufung) keine Kreisstraßen mehr sind.
Der Straßenverlauf wird in der Regel von Nord nach Süd und von West nach Ost angegeben.
| Nr. BTs | Verlauf |
| ------- | --- |
| BTs 5   | – Wittelsbacherring – Wilhelminenstraße – Ludwig-Thoma-Straße – Saaser Berg – Stadtgrenze – (BT 5 im Landkreis Bayreuth)        |
| BTs 6   | – Kemnather Straße – Königsallee – Eremitenhofstraße – Seulbitzer Straße – Stadtgrenze – (BT 6 im Landkreis Bayreuth)           |
| BTs 14  | (BT 14 im Landkreis Bayreuth) – Stadtgrenze – Heinersreuther Straße – Forststraße – Stadtgrenze – (BT 14 im Landkreis Bayreuth) |

## Quelle
OpenStreetMap: Bayreuth – Bayreuth im OpenStreetMap-Wiki